# Babendorf
Babendorf ist eine Wüstung auf der Flur der Gemeinde Zörbig im Landkreis Anhalt-Bitterfeld in Sachsen-Anhalt.

## Beschreibung
Der Ort lag westlich von Zörbig zwischen der Stadt und dem heutigen Ortsteil Mößlitz.
Die Ersterwähnung von Babendorf erfolgte 1156, als Markgraf Konrad von Meißen dem Kloster auf dem Lauterberg eine Schenkung machte, in der Bauendorph als sein eigenes Gut genannt wurde. Bereits in der 2. Hälfte des 15. Jahrhunderts wird Babendorf als wüste Mark bezeichnet.